# Береке (Аксуський район)
Береке́ (каз. Береке) — станційне селище у складі Аксуського району Жетисуської області Казахстану. Входить до складу  Матайського сільського округу.
Населення — 22 особи (2021; 37 у 2009, 47 у 1999, 23 у 1989).